# Ptygura mucicola
Ptygura mucicola is een raderdiertjessoort uit de familie Flosculariidae. De wetenschappelijke naam van deze soort is voor het eerst geldig gepubliceerd in 1888 door Kellicott.